# Berthold Sterneck

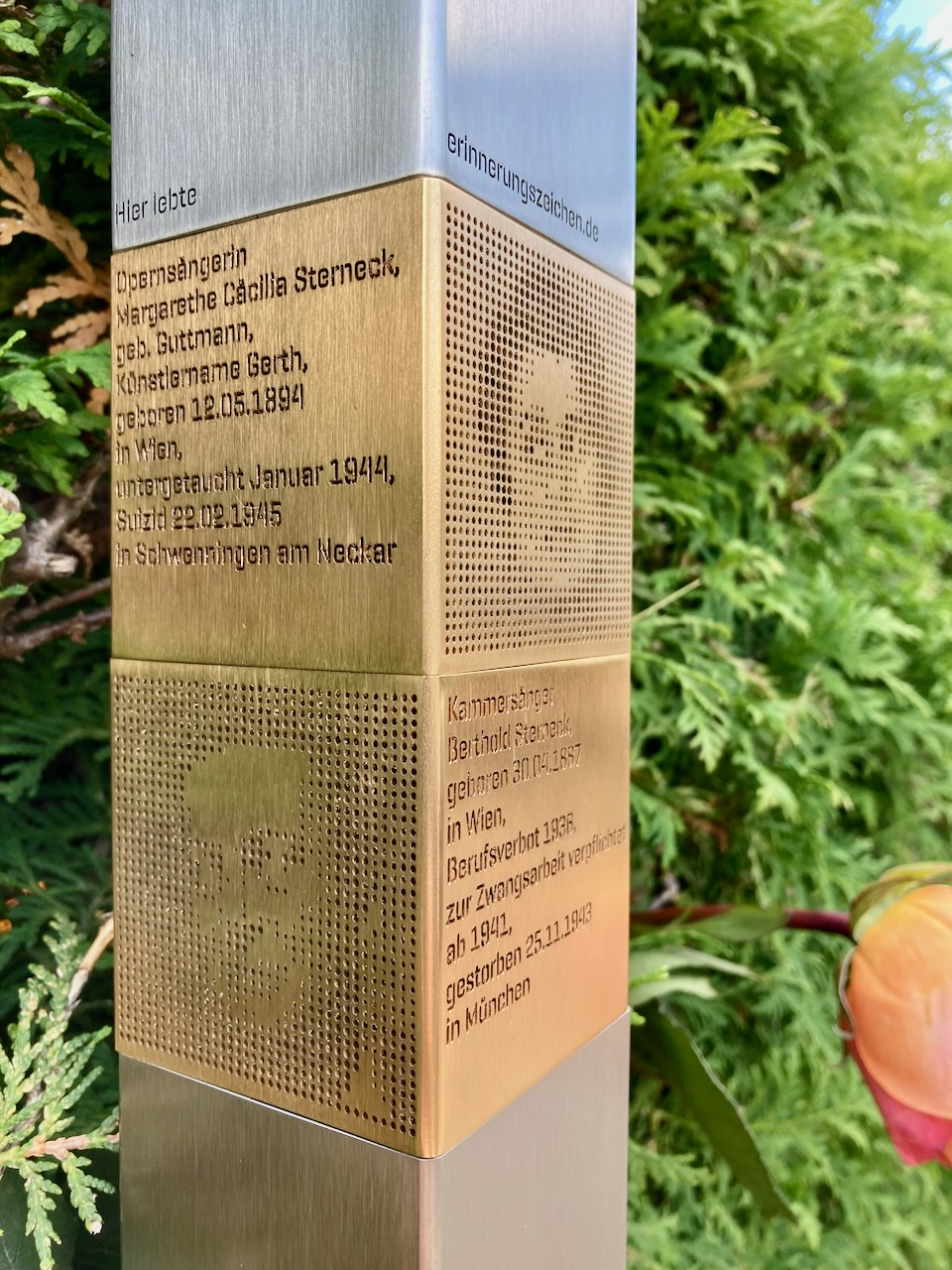
Erinnerungszeichen Berthold und Margarethe Sterneck

Berthold Sterneck (geboren am 30. April 1887 in Wien als Berthold Stern; gestorben am 25. November 1943 in München) war ein österreichischer Opernsänger. Sterneck galt zeitgenössisch als einer der herausragenden Bassisten im deutschsprachigen Raum und feierte internationale Erfolge. Nach 1933 wurden Sterneck und seine Familie Opfer der Judenverfolgungen in der Zeit des Nationalsozialismus.

## Erste Stationen (1906–1916)
Berthold Stern wurde als Sohn von Ignaz Stern und Jeanette Stern (geborene Jeanette Loser), in Wien geboren. Seit einem Engagement am Stadttheater in Saaz 1913 ist für Berthold Stern der Künstlername Berthold Sterneck nachgewiesen; ab 1927 wurde der Künstlername auch offiziell Familienname.
Sterneck war Schüler am k.k. Staatsgymnasium im 17. Wiener Gemeindebezirk Hernals. Um 1906 legte er dort die Matura ab. In den folgenden Jahren sammelte er zunächst Erfahrungen als Schauspieler an verschiedenen Provinztheatern, nahm außerdem mehrere Jahre privaten Gesangsunterricht.
Noch im Jahr seiner Matura-Prüfung 1906 ist ein Engagement am Lortzing-Theater in Berlin belegt, für 1907 Auftritte an Theatern in Nürnberg und Fürth. Von Oktober 1908 bis September 1911 war die Karriere unterbrochen durch den Präsenzdienst beim österreichischen Heer. Nach Stationen am Johann Strauß-Theater in Wien (1911/12), wo Sterneck im Chor sang, sowie an Stadttheatern in Saaz (1913) und Eger (1913/14) war er Kriegsteilnehmer im Ersten Weltkrieg; von 1914 bis 1916 war er Soldat im Rang eines Feldwebels beim Deutschmeisterregiment.

## Engagement in Graz (1916–1920)
Von 1916 bis 1920 folgte dann Sternecks erstes kontinuierliches Engagement als Opernsänger am Opernhaus Graz, wo er am 6. April 1916 in Otto Nicolais Komposition Die lustigen Weiber von Windsor als Sir John Falstaff debütierte. An der Grazer Oper lernte Stern die Sängerin Ernestine Franziska Schröder (1893–1919) kennen, die er am 30. Dezember 1918 in der evangelischen Heilandskirche heiratete; kurz zuvor waren beide zum Protestantismus konvertiert, Stern selbst aus der Israelitischen Kultusgemeinde, seine Frau aus dem Katholizismus. Ernestine Stern verstarb am 19. November 1919, kurz nach der Geburt des Sohnes Kurt am 28. Juni 1919; der Sohn kam vorübergehend zu Verwandten der Mutter.
Sterneck wurde in Graz vor allem als Wagner-Sänger bekannt, sang aber auch viele andere Werke, insgesamt in über 60 verschiedenen Opern-Inszenierungen. Als er 1920 seine Abschiedsvorstellung gab, wurde er nach zeitgenössischen Presseberichten vom Publikum enthusiastisch gefeiert.

## Erfolge in Prag und München (1920–1933)
Von Graz wechselte Sterneck ans Neue deutsche Theater in Prag, wo er von 1920 bis 1923 engagiert war. Erneut tat er sich insbesondere als Wagner-Interpret hervor, war aber auch als Solist in Konzerten erfolgreich. Seine Paraderolle aufgrund des darstellerischen Talents wurde aber seine Gesangspartie in der komischen Rolle des Baron Ochs auf Lerchenau in Richard Strauss’ Rosenkavalier. In Prag lernte Sterneck auch seine zweite Ehefrau kennen, die Wiener Opernsängerin Margarethe Cäcilia Gutmann (1894–1945; Künstlername: „Margarethe Gerth“), die wie er selbst vor der Hochzeit am 14. Oktober 1922 vom jüdischen Glauben zum Protestantismus konvertiert war.
Als Sterneck 1923 nach München an die Bayerische Staatsoper wechselte, nahm das Ehepaar seinen Sohn aus erster Ehe Kurt zu sich. Am 2. November 1923 wurde die Tochter Johanna geboren. In den folgenden Jahren erreichte der Sänger den Höhepunkt seines künstlerischen Erfolgs. Abgesehen vom festen Engagement an der Staatsoper mit Rollen in mindestens 32 Operninszenierungen zwischen 1923 und 1936, gab Sterneck viele Gastspiele an großen europäischen Bühnen, beispielsweise in Amsterdam 1926 und 1934, am Gran Teatre del Liceu in Barcelona 1929 bis 1930, an der Wiener Staatsoper 1931, 1936 und 1938, an der Londoner Covent Garden Opera 1934, sowie an weiteren Bühnen in der Schweiz, in Frankreich und Italien; bei den Salzburger Festspielen 1935 sang er den Osmin in Mozarts Die Entführung aus dem Serail. Zur Bekanntheit Sternecks im deutschsprachigen Raum trugen auch zahlreiche Rundfunkübertragungen seiner Opernaufführungen bei.

## Zerstörung der Existenz (1933–1943)
Seit Beginn der nationalsozialistischen Diktatur in Deutschland 1933 war die Familie aufgrund der ursprünglich jüdischen Religionszugehörigkeit vielfachen Repressionen ausgesetzt. Sterneck konnte zunächst dennoch Sänger der Staatsoper bleiben, da er immer noch die österreichische Staatsbürgerschaft besaß und der Intendant der Oper, Hans Knappertsbusch, sich für ihn einsetzte. Mit Brief vom 14. Januar 1936 teilte die Generalintendanz der Bayerischen Staatstheater Sterneck jedoch mit, dass aufgrund seiner jüdischen Abstammung der Vertrag ab 31. August 1936 nicht mehr verlängert werde. Mit Schreiben vom 25. Februar 1937 schloss ihn die Reichstheaterkammer aus. Nach letzten Gastspielen im Ausland musste Sterneck 1938 sein Haus in Pasing verkaufen und Zwangsarbeit im Lagerbau und in einer Kunstharzpresserei leisten.
Am 1. März 1943 erhielten Berthold und Margarethe Sterneck die Deportations-Ankündigung („Abwanderung“) und ihr Vermögen wurde beschlagnahmt. Obwohl die ärztliche Behandlung von Juden bereits verboten war, wurde Sterneck wegen einer Krebserkrankung im Nymphenburger Krankenhaus aufgenommen. Er starb dort am 25. November 1943, sein Grab befindet sich auf dem Neuen Israelitischen Friedhof.

## Familie
Sternecks fünfzehnjährige Tochter Johanna konnte am 27. Juni 1939 mit einem der letzten Kindertransporte nach London emigrieren. Kurt Sterneck wurde 1938 Soldat und war bis 1943 im Kriegseinsatz. Dann studierte er an der TU München und arbeitete für Lothar Rohde. Wegen seiner jüdischen Abstammung wurde er 1944 verhaftet und am 4. Oktober als „Schutzhäftling“ ins KZ Dachau verschleppt. Nach seiner Entlassung am 9. November wurde er zunächst "vergessen", aber dann am 17. Januar 1945 in das Lager Wolmirsleben bei Halle verbracht, wo er bis zur Befreiung Zwangsarbeit leisten musste. Nach dem Krieg wurde er Schauspieler und Hochschullehrer.
Margarethe Sterneck erhielt am 7. Januar 1944 einen erneuten Deportationsbescheid, konnte aber fliehen. Sie beging in Schwenningen am 25. Februar 1945 Suizid. Über Wien, Ering, Kufstein, Montafon, Nürnberg und Stuttgart verlief ihr Fluchtweg. Der Versuch, in die Schweiz einzureisen, misslang.

## Gedenken
Im Juli 2022 wurde im Rahmen des Projekts Erinnerungszeichen für Opfer des NS-Regimes in München im Presselweg 1 (damals Richthofenstr. 1) eine Gedenkstele für Berthold und Margarethe Sterneck angebracht. Seit 1930 wohnte er mit Familie in einer Villa, die einem Mehrfamilienhaus Platz machen musste. Er war der Eigentümer der Villa. Im Jahr 1938 musste er sein Haus verkaufen.